# Miss Italie
Pour les articles homonymes, voir Miss.
Miss Italie est un concours de beauté féminine destiné aux jeunes femmes habitantes et de nationalité italienne. Il est tenu depuis 1939 pour désigner la plus belle femme de l'Italie qui représentera principalement le pays au concours Miss Univers.

## Histoire

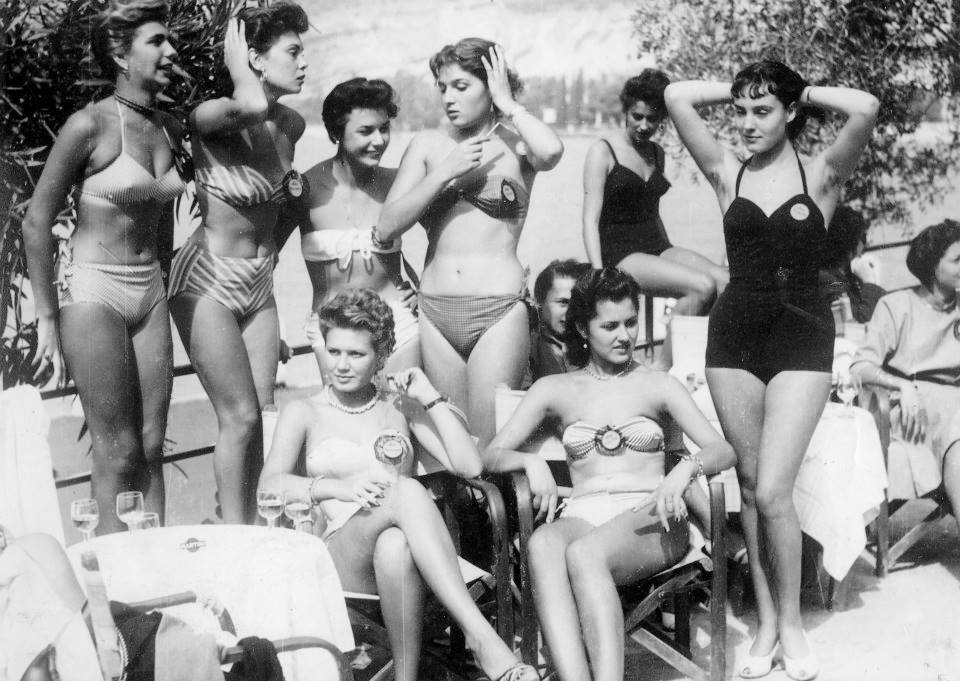
Participantes Miss Italie 1952.

Créé en 1939 sous l’appellation « Miss Sorriso » ou 5000 lire per un sorriso (it) (litt. « 5 000 lires pour un sourire »), le concours est imaginé par Dino Villiani pour la publicité d'un dentifrice. Le concours adopte en 1946 le nom actuel de Miss Italia et établit son siège à Salsomaggiore Terme.
De nombreuses candidates à Miss Italie, même sans être couronnées, accèderont au monde du cinéma et du spectacle ; Silvana Pampanini, Sophia Loren, Stefania Sandrelli, Simona Ventura ou Gina Lollobrigida sont parmi les plus connues, ainsi que Lucia Bosé et Martina Colombari parmi les lauréates.
Actuellement, l’organisation de Miss Italie est confiée à Patricia Mirigliani (la fille du créateurdu concours Enzo), et, depuis 1981, la RAI retransmet en direct l’événement (non, elle ne le rettansmet plus depuis la mort d'Enzo) .
Outre le titre de « Miss Italie », les titres de « Miss Élégance » et « Miss Cinéma » sont également attribués comme prix de consolation.
Un autre prix instauré en 1991, « Miss Italia nel mondo », récompense la plus belle femme italienne résidant hors de la péninsule.

## Lauréates

### Miss Sorriso
| Année | Région    | Notes |
| ----- | --------- | --- |
| 1939  | Piémont   | Isabella Verney est considérée comme la première Miss Italie de l'histoire bien que le concours de beauté s'intitulait 5000 lires pour un sourire en 1939. |
| 1940  | Lombardie | |
| 1941  | Lombardie | |
| 1942  | Aucun     | Suspendu en raison de la Seconde Guerre mondiale |
| 1943  | Aucun     | Suspendu en raison de la Seconde Guerre mondiale |
| 1944  | Aucun     | Suspendu en raison de la Seconde Guerre mondiale |

### Miss Italie depuis 1946
| Année | Nom                          | Région                  | Taille | Notes |
| ----- | ---------------------------- | ----------------------- | ------ | --- |
| 1946  | Rossana Martini              | Toscane                 | 1,70 m | Rossana Martini est la première Miss Italie de l’après-guerre, élue en 1946. Son élection a suscité la controverse lorsqu'elle devance de peu Silvana Pampanini. Cette dernière était soutenue par un large partie du public, estimant que celle-ci était la véritable lauréate du concours. A cause des vives protestations du public, le jury décide de placer Rossana Martini et Silvana Pampanini ex æquo. |
| 1947  | Lucia Bosè                   | Lombardie               | 1,73 m | |
| 1948  | Fulvia Franco                | Frioul-Vénétie Julienne | 1,70 m | |
| 1949  | Mariella Giampieri           | Marches                 | 1,74 m | |
| 1950  | Anna Maria Bugliari          | Latium                  | 1,68 m | |
| 1951  | Isabella Valdettaro          | Latium                  | 1,66 m | |
| 1952  | Eloisa Cianni                | Latium                  | 1,70 m | Miss Europe 1953 |
| 1953  | Marcella Mariani             | Latium                  | 1,70 m | |
| 1954  | Eugenia Bonino               | Sicile                  | 1,64 m | |
| 1955  | Brunella Tocci               | Calabre                 | 1,67 m | |
| 1956  | Nives Zegna                  | Lombardie               | 1,63 m | |
| 1957  | Beatrice Faccioli            | Vénétie                 | 1,70 m | Beatrice Faccioli est la première Miss Italie de l’histoire à lui attribué une couronne lors de son élection en 1957. |
| 1958  | Paola Falchi                 | Émilie-Romagne          | 1,72 m | |
| 1959  | Marisa Jossa                 | Campanie                | 1,77 m | |
| 1960  | Layla Rigazzi                | Lombardie               | 1,72 m | |
| 1961  | Franca Cattaneo              | Ligurie                 | 1,70 m | |
| 1962  | Raffaella De Carolis         | Ombrie                  | 1,70 m | |
| 1963  | Franca Dall'Olio             | Sardaigne               | 1,73 m | |
| 1964  | Mirka Sartori                | Vénétie                 | 1,70 m | |
| 1965  | Alba Rigazzi                 | Lombardie               | 1,69 m | |
| 1966  | Daniela Giordano             | Sicile                  | 1,70 m | |
| 1967  | Cristina Businari            | Latium                  | 1,68 m | |
| 1968  | Graziella Chiappalone        | Calabre                 | 1,71 m | |
| 1969  | Anna Zamboni                 | Marches                 | 1,74 m | |
| 1970  | Alda Balestra                | Frioul-Vénétie Julienne | 1,75 m | |
| 1971  | Maria Pinnone                | Latium                  | 1,75 m | |
| 1972  | Adonella Modestini           | Latium                  | 1,73 m | |
| 1973  | Margareta Veroni             | Toscane                 | 1,67 m | |
| 1974  | Loredana Piazza              | Frioul-Vénétie Julienne | 1,71 m | |
| 1975  | Livia Jannoni                | Ligurie                 | 1,65 m | |
| 1976  | Paola Bresciano              | Sicile                  | 1,70 m | |
| 1977  | Anna Kanakis                 | Sicile                  | 1,73 m | Anna Kanakis a des origines grecques du côté de son père. |
| 1978  | Loren Cristina Mai           | Lombardie               | 1,78 m | |
| 1979  | Cinzia Fiordeponti           | Abruzzes                | 1,75 m | 2e dauphine à Miss Univers 1982. |
| 1980  | Cinzia Lenzi                 | Toscane                 | 1,75 m | |
| 1981  | Patrizia Nanetti             | Marches                 | 1,72 m | |
| 1982  | Federica Moro                | Lombardie               | 1,71 m | |
| 1983  | Raffaella Baracchi           | Piémont                 | 1,73 m | |
| 1984  | Susanna Huckstep             | Frioul-Vénétie Julienne | 1,78 m | Susanna Huckstep est de descendance britannique. Âgée seulement de 15 ans, elle est la plus jeune lauréate de Miss Italie de l'histoire. |
| 1985  | Eleonora Resta               | Lombardie               | 1,73 m | |
| 1986  | Roberta Capua                | Campanie                | 1,80 m | Elle est la fille de Marisa Jossa, Miss Italie 1959. 1re dauphine au concours Miss Univers 1987. |
| 1987  | Michela Rocco di Torrepadula | Frioul-Vénétie Julienne | 1,82 m | Mirca Viola perd son titre de Miss Italie 1987 en raison de son non-respect du règlement du concours stipulant de ne pas d'avoir enfants et de ne pas être mariée. Miss Europe 1988. |
| 1988  | Nadia Bengala                | Sicile                  | 1,71 m | |
| 1989  | Eleonora Benfatto            | Vénétie                 | 1,77 m | |
| 1990  | Rosangela Bessi              | Lombardie               | 1,74 m | |
| 1991  | Martina Colombari            | Émilie-Romagne          | 1,75 m | |
| 1992  | Gloria Zanin                 | Vénétie                 | 1,78 m | |
| 1993  | Arianna David                | Latium                  | 1,73 m | Arianna David se classe dans le top 10 à Miss Univers 1994. |
| 1994  | Alessandra Meloni            | Sardaigne               | 1,74 m | |
| 1995  | Anna Valle                   | Sicile                  | 1,78 m | |
| 1996  | Denny Méndez                 | Toscane                 | 1,78 m | Denny Méndez est d'origine dominicaine, naturalisée italienne. 2e dauphine au concours Miss République dominicaine 1995. Elle est la première femme d'ascendance non italienne à avoir été élue et la première Miss Italie noire de l’histoire. |
| 1997  | Claudia Trieste              | Calabre                 | 1,75 m | |
| 1998  | Gloria Bellicchi             | Émilie-Romagne          | 1,78 m | |
| 1999  | Manila Nazzaro               | Pouilles                | 1,80 m | |
| 2000  | Tania Zamparo                | Latium                  | 1,81 m | |
| 2001  | Daniela Ferolla              | Campanie                | 1,80 m | |
| 2002  | Eleonora Pedron              | Vénétie                 | 1,72 m | |
| 2003  | Francesca Chillemi           | Sicile                  | 1,71 m | |
| 2004  | Cristina Chiabotto           | Piémont                 | 1,82 m | |
| 2005  | Edelfa Chiara Masciotta      | Piémont                 | 1,76 m | |
| 2006  | Claudia Andreatti            | Trentin-Haut-Adige      | 1,80 m | |
| 2007  | Silvia Battisti              | Vénétie                 | 1,78 m | |
| 2008  | Miriam Leone                 | Sicile                  | 1,77 m | |
| 2009  | Maria Perrusi                | Calabre                 | 1,82 m | |
| 2010  | Francesca Testasecca         | Ombrie                  | 1,74 m | |
| 2011  | Stefania Bivone              | Calabre                 | 1,78 m | |
| 2012  | Giusy Buscemi                | Sicile                  | 1,75 m | |
| 2013  | Giulia Arena                 | Sicile                  | 1,70 m | |
| 2014  | Clarissa Marchese            | Sicile                  | 1,78 m | |
| 2015  | Alice Sabatini               | Latium                  | 1,78 m | |
| 2016  | Rachele Risaliti             | Toscane                 | 1,77 m | |
| 2017  | Alice Rachele Arlanch        | Trentin-Haut-Adige      | 1,78 m | |
| 2018  | Carlotta Maggiorana          | Marches                 | 1,73 m | |
| 2019  | Carolina Stramare            | Lombardie               | 1,79 m | |
| 2020  | Martina Sambucini            | Latium                  | 1,78 m | |
| 2021  | Zeudi Di Palma               | Campanie                | 1,72 m | |
| 2022  | Lavinia Abate                | Latium                  | 1,76 m | |
| 2023  | Francesca Bergesio           | Piémont                 | 1,80 m | |
| 2024  | Ofelia Passaponti            | Toscane                 | 1,72 m | |

## Galerie

Giulia Arena, Miss Italie 2013.
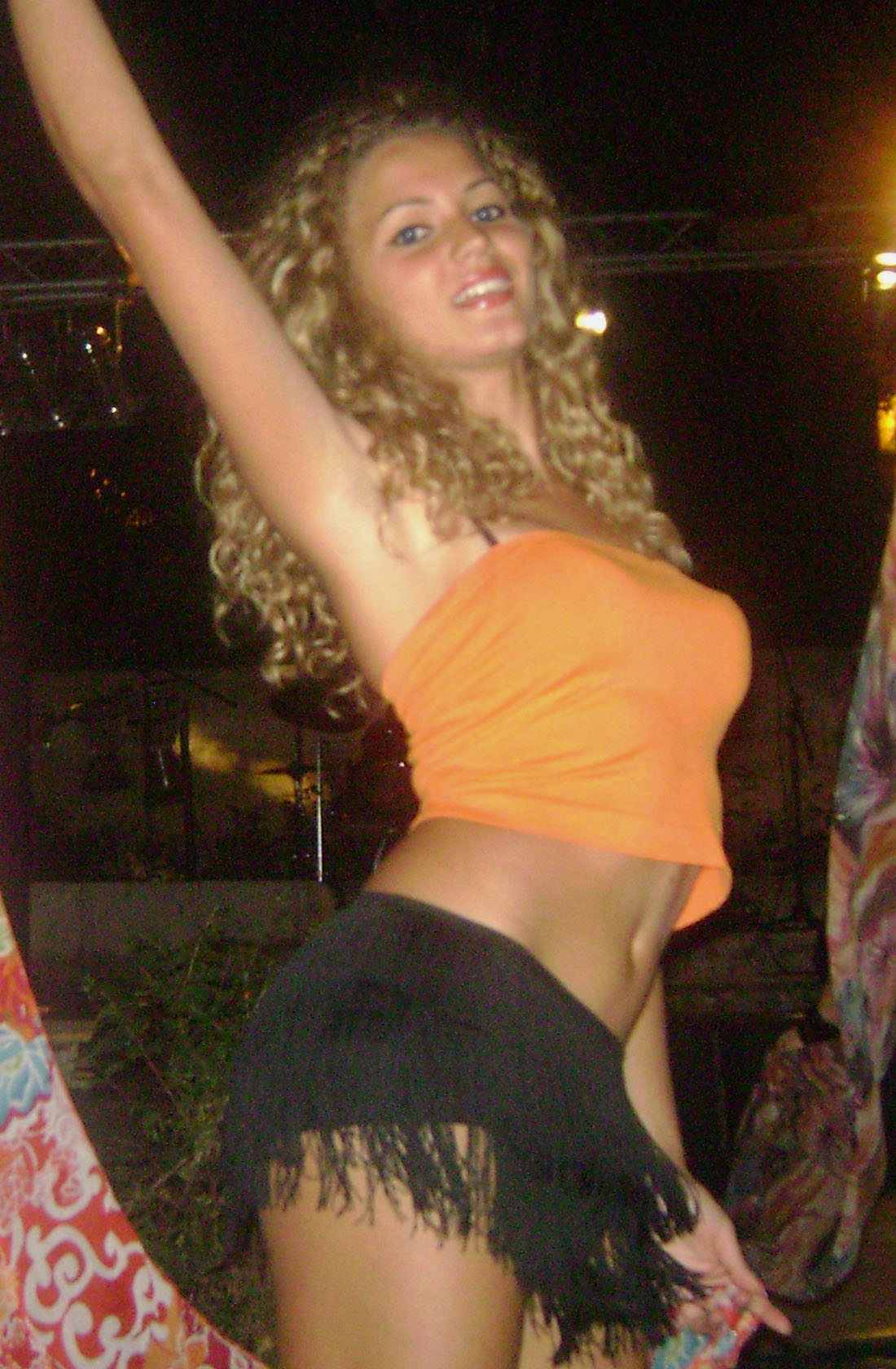
Giusy Buscemi, Miss Italie 2012.
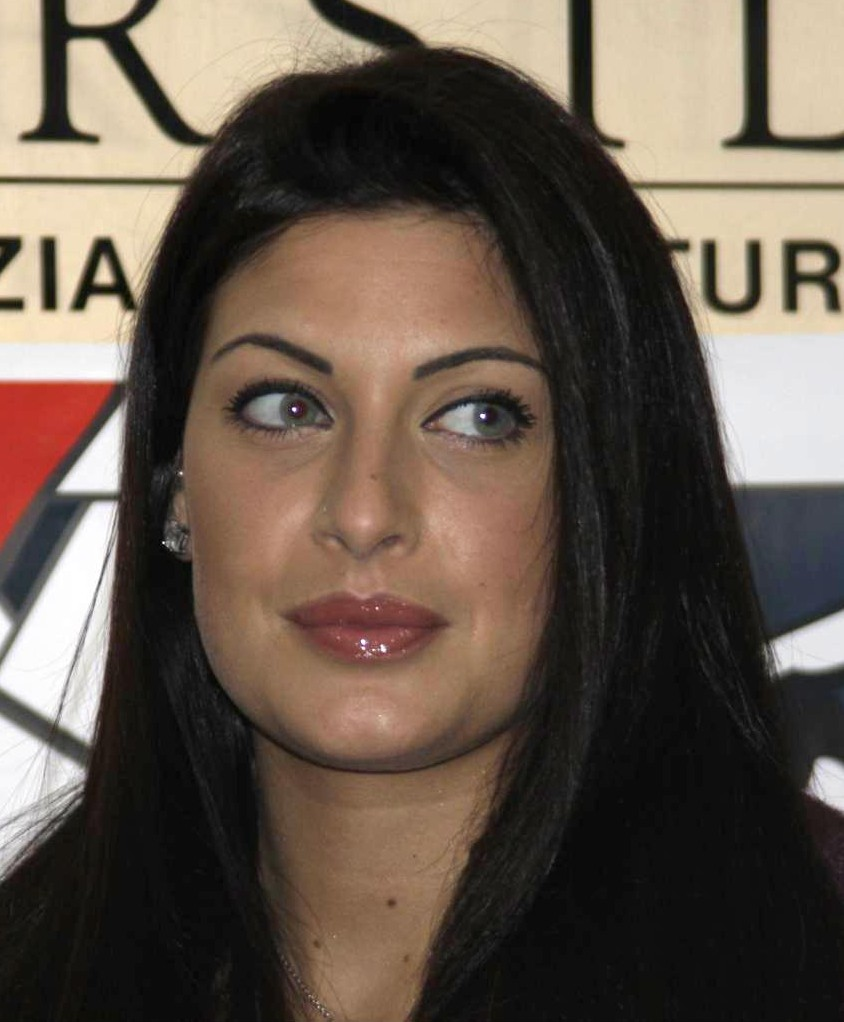
Francesca Testasecca, Miss Italie 2010.
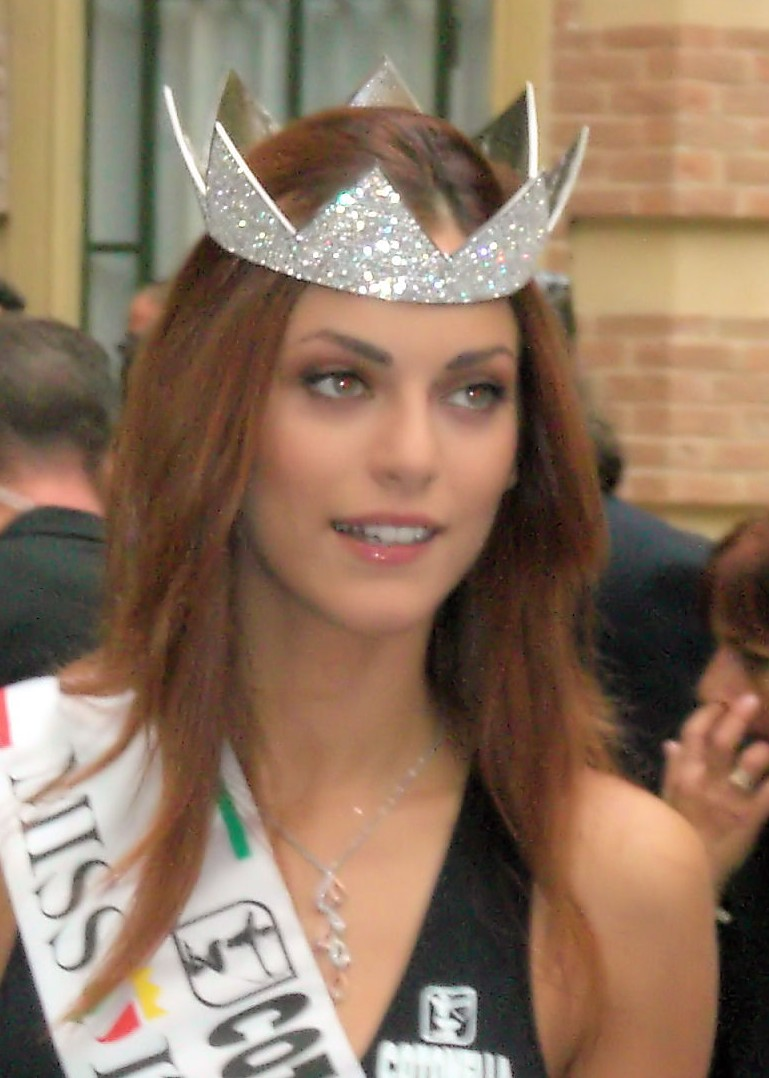
Miriam Leone, Miss Italie 2008.
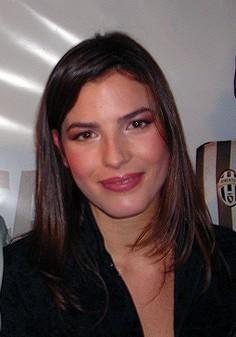
Edelfa Chiara Masciotta, Miss Italie 2005.
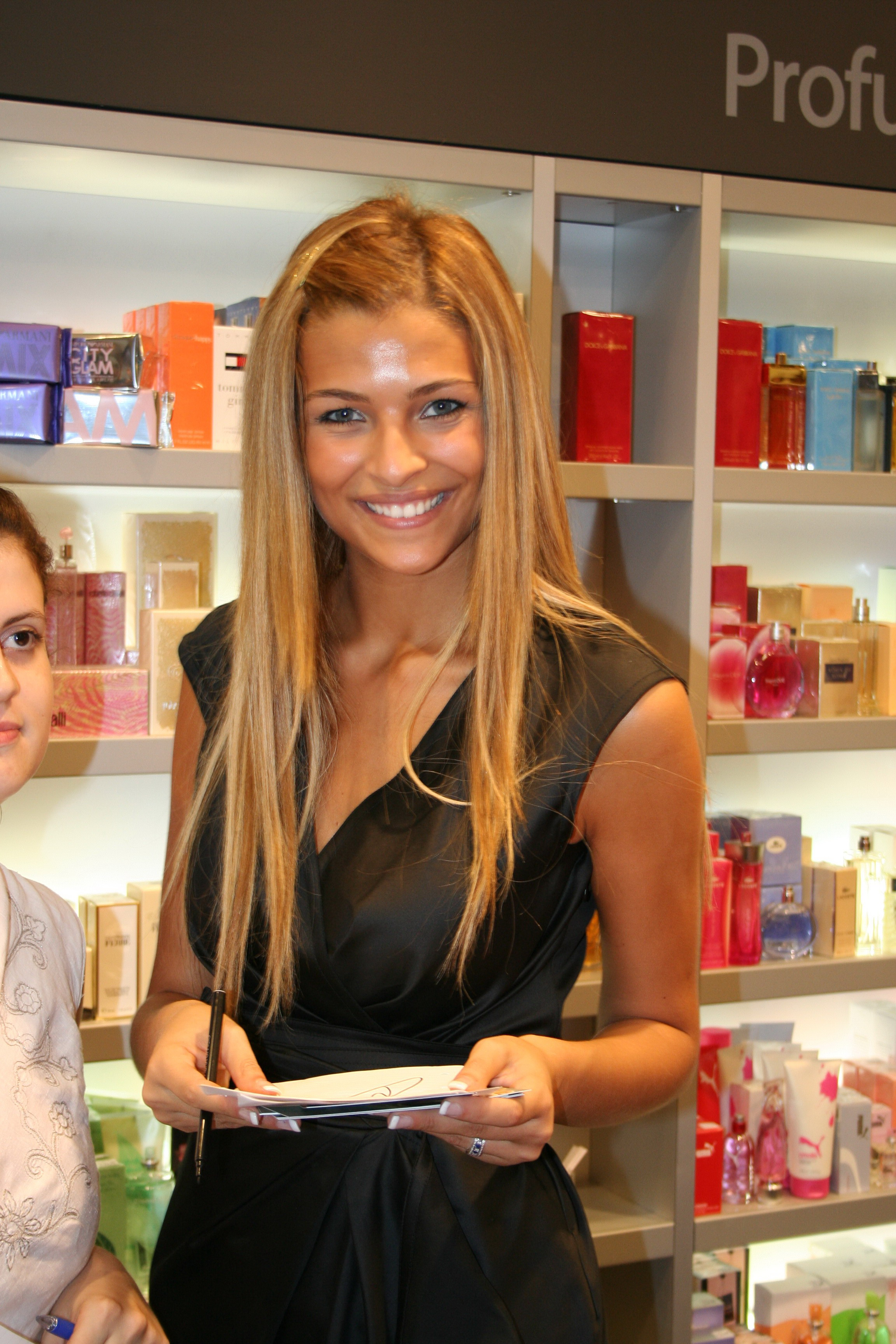
Cristina Chiabotto, Miss Italie 2004.
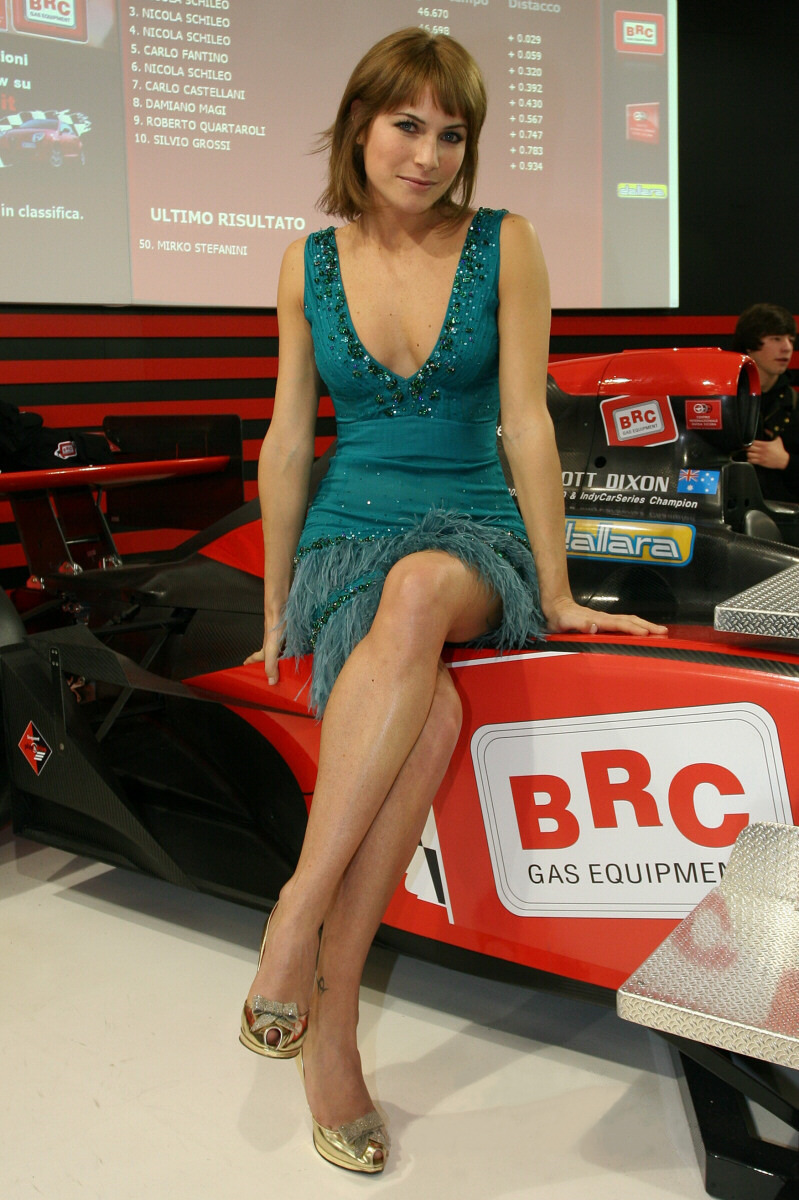
Eleonora Pedron, Miss Italie 2002.
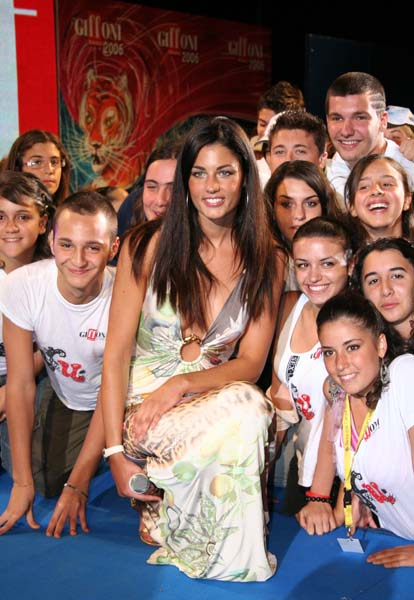
Daniela Ferolla, Miss Italie 2001.
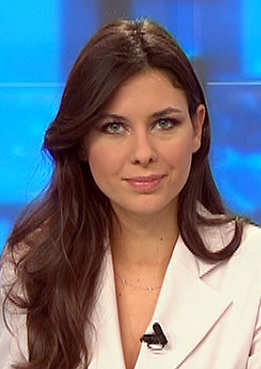
Tania Zamparo, Miss Italie 2000.
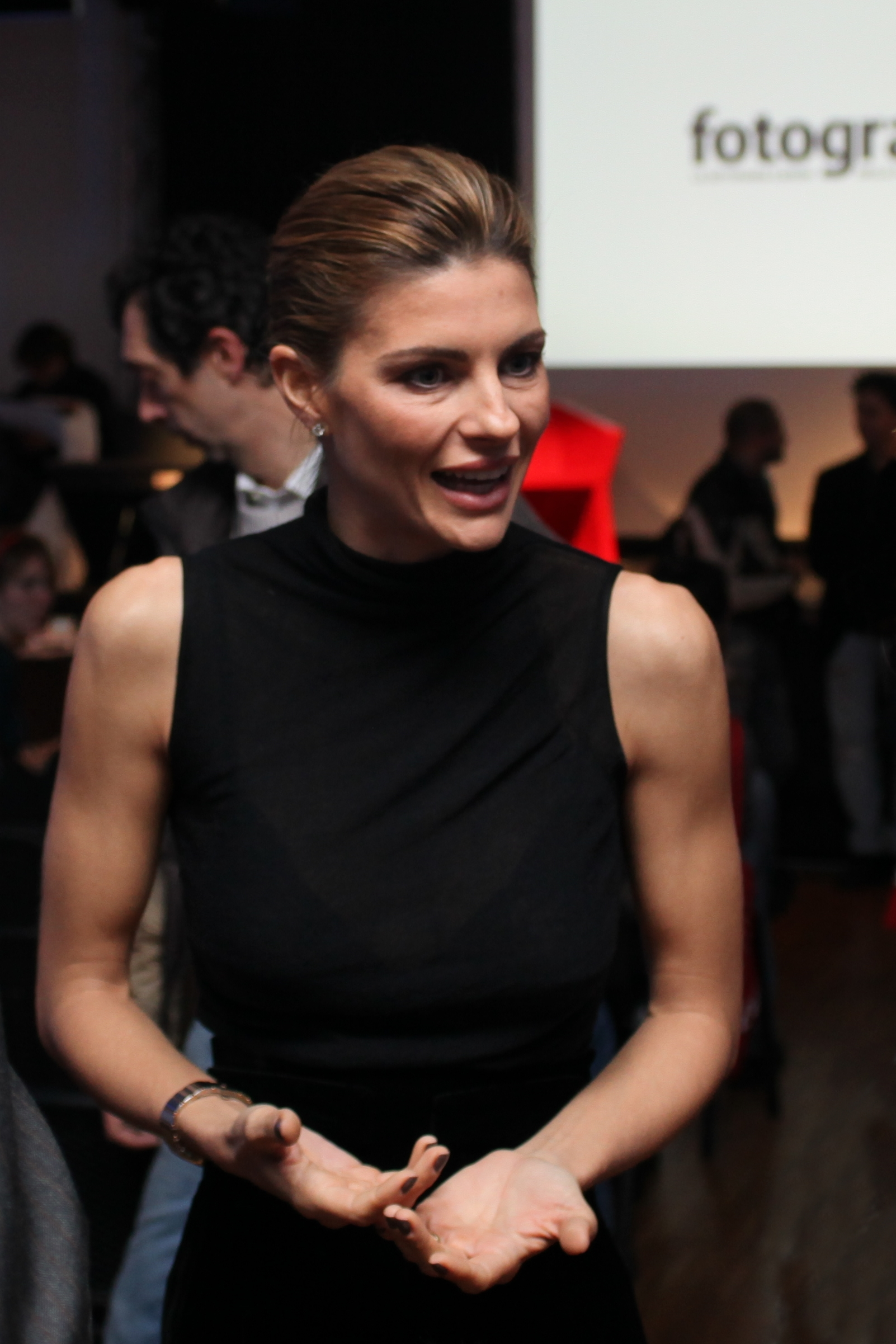
Martina Colombari, Miss Italie 1991.
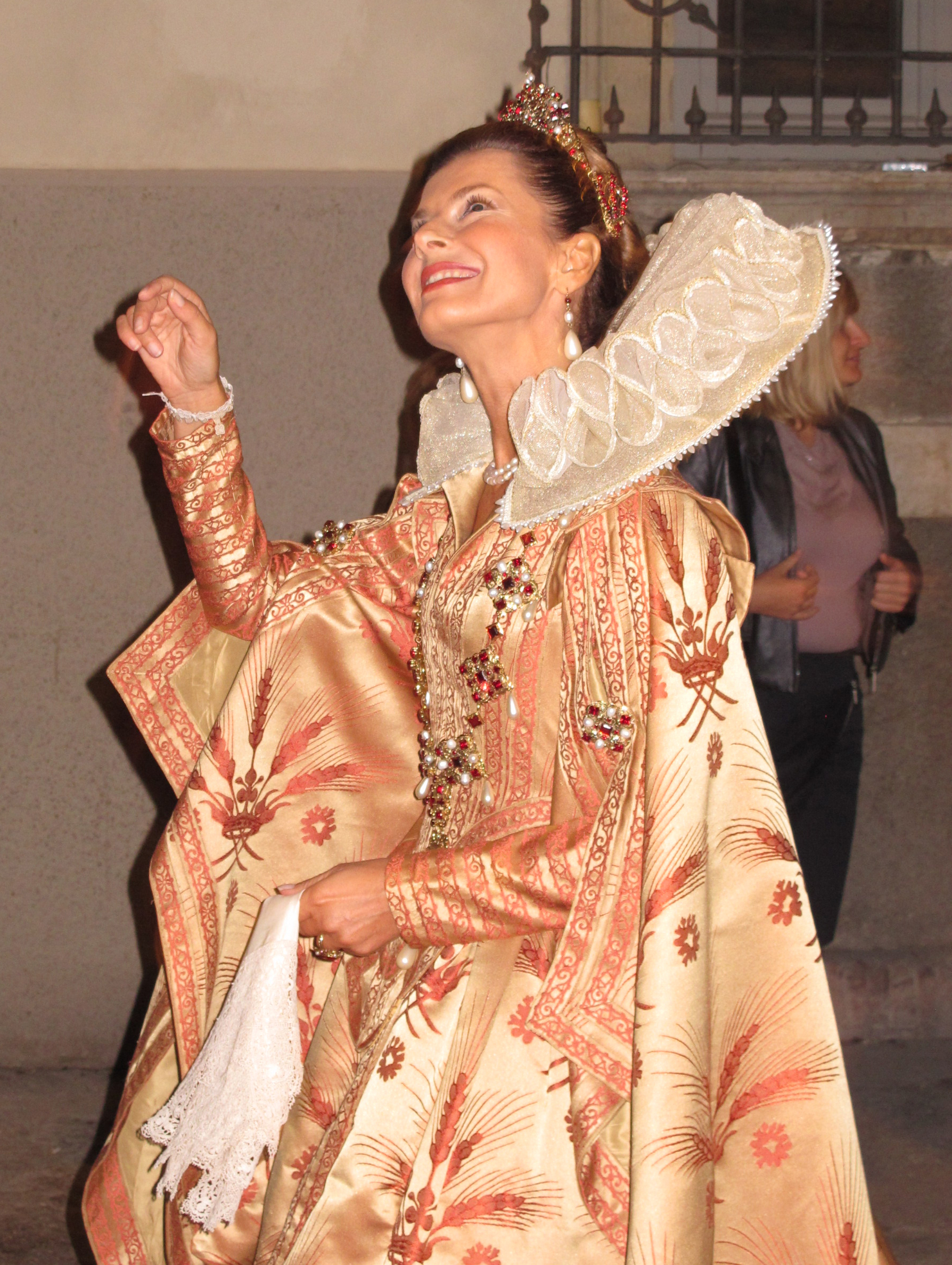
Federica Moro, Miss Italie 1982.
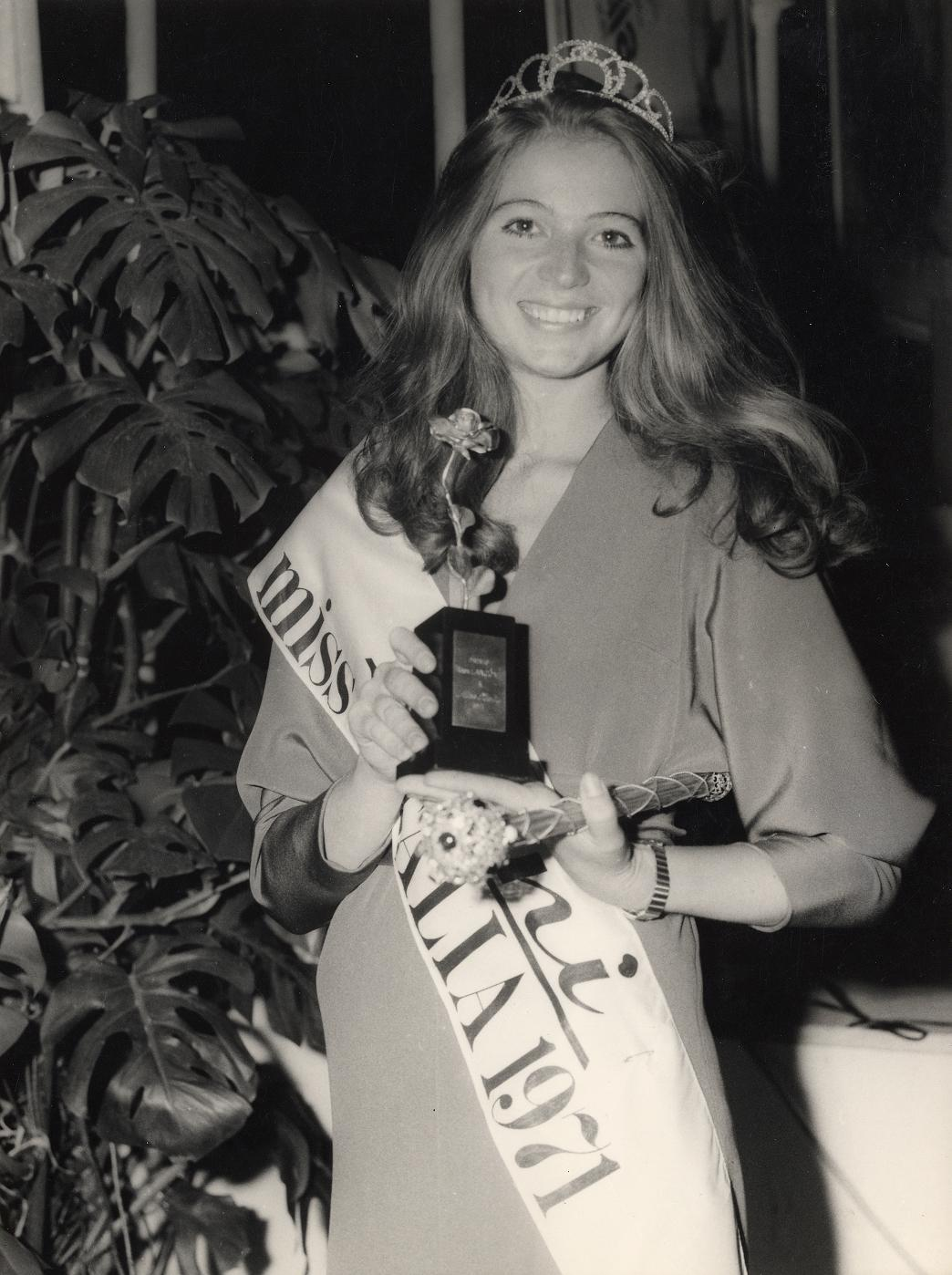
Maria Pinnone, Miss Italie 1971.
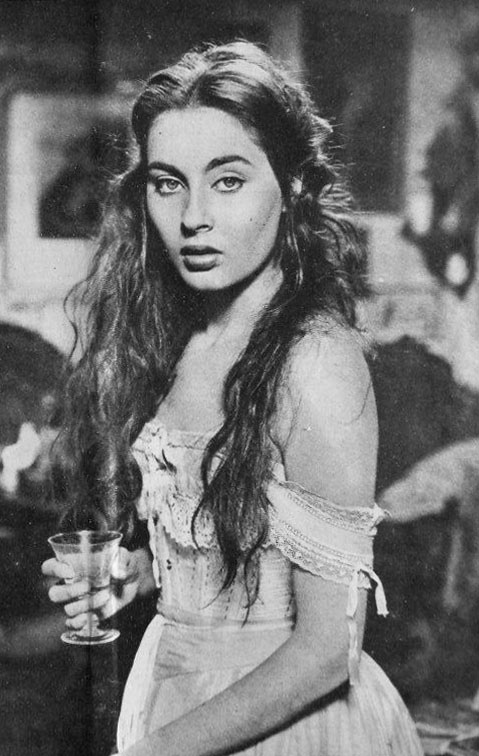
Marcella Mariani, Miss Italie 1953.
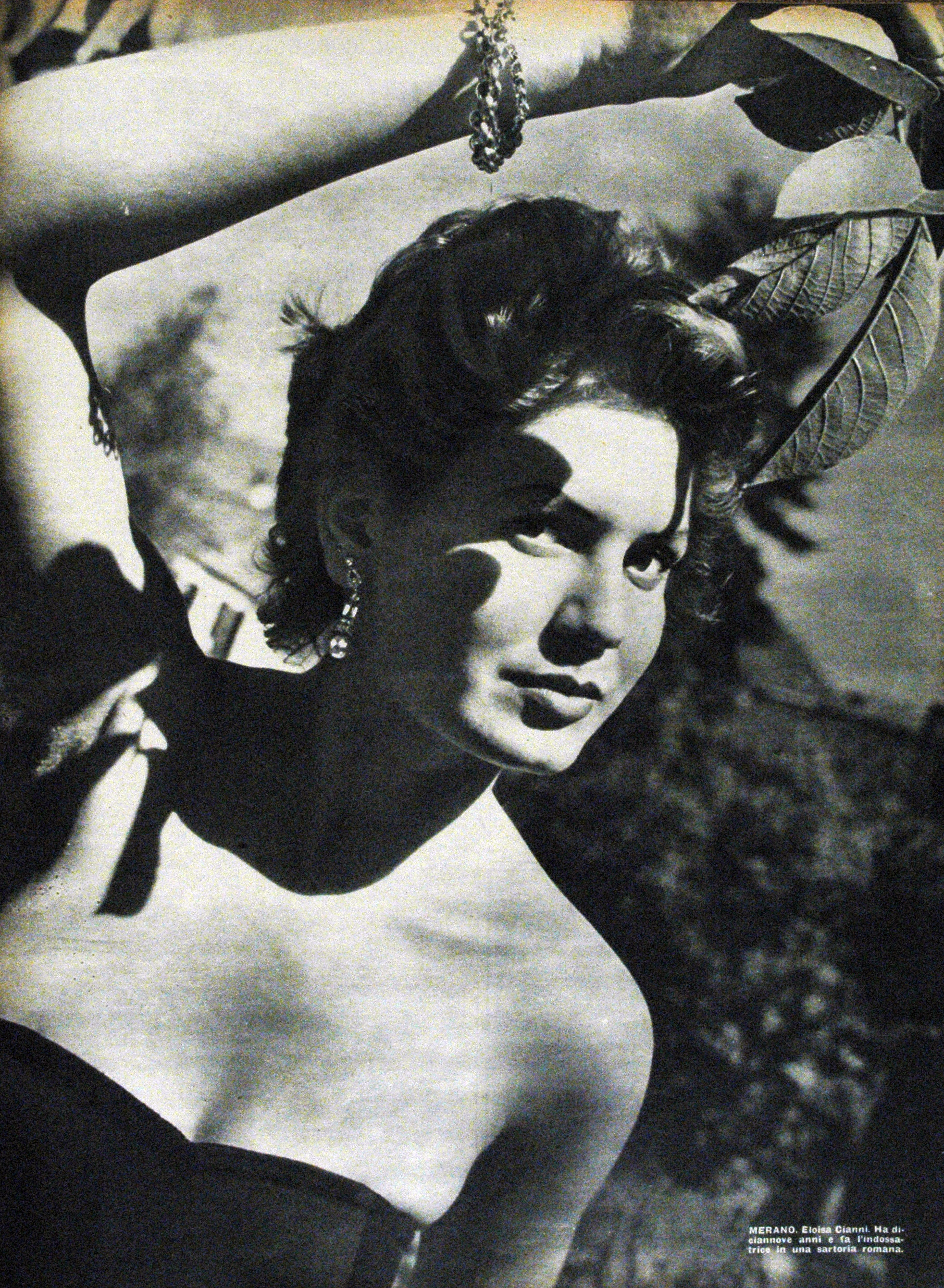
Eloisa Cianni, Miss Italie 1952.
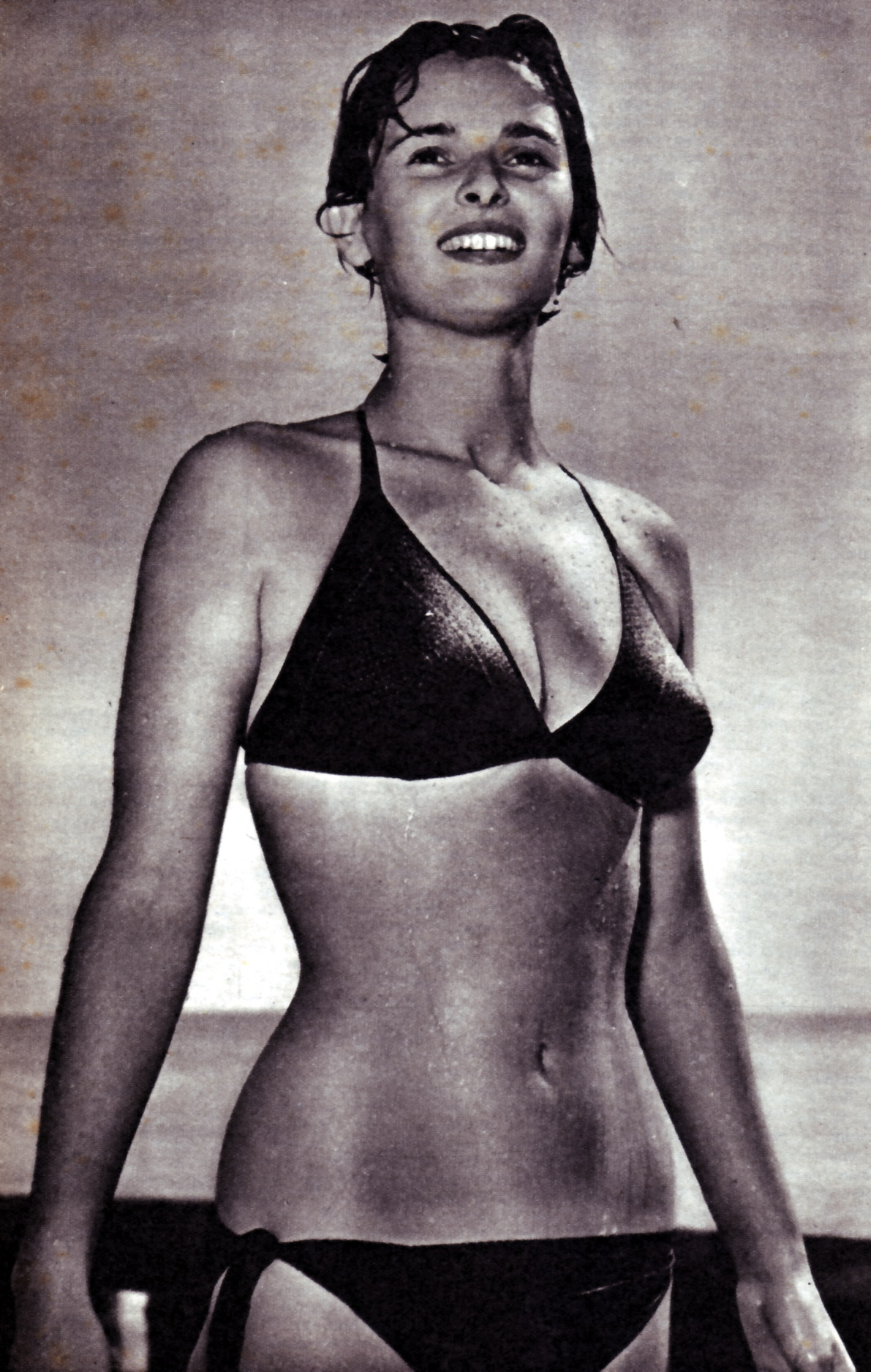
Lucia Bosè, Miss Italie 1947.
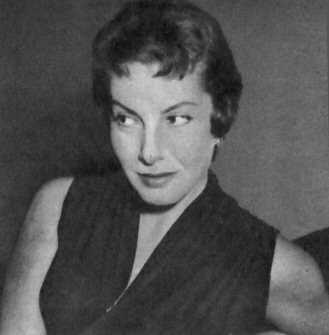
Adriana Serra, Miss Sorriso 1941.

## Palmarès par région
| Région                  | Titres | Année(s)                                                               |
| ----------------------- | ------ | ---------------------------------------------------------------------- |
| Latium                  | 12     | 1950, 1951, 1952, 1953, 1967, 1971, 1972, 1993, 2000, 2015, 2020, 2022 |
| Sicile                  | 11     | 1954, 1966, 1976, 1977, 1988, 1995, 2003, 2008, 2012, 2013, 2014       |
| Lombardie               | 10     | 1940, 1941, 1947, 1956, 1960, 1965, 1978, 1982, 1985, 1990, 2019       |
| Vénétie                 | 6      | 1957, 1964, 1989, 1992, 2002, 2007                                     |
| Toscane                 | 6      | 1946, 1973, 1980, 1996, 2016, 2024                                     |
| Frioul-Vénétie Julienne | 5      | 1948, 1970, 1974, 1984, 1987 (remplaçante)                             |
| Calabre                 | 5      | 1955, 1968, 1997, 2009, 2011                                           |
| Piémont                 | 5      | 1939, 1983, 2004, 2005, 2023                                           |
| Émilie-Romagne          | 4      | 1958, 1987 (destituée), 1991, 1998                                     |
| Marches                 | 4      | 1949, 1969, 1981, 2018                                                 |
| Campanie                | 4      | 1959, 1986, 2001, 2021                                                 |
| Ligurie                 | 2      | 1961, 1975                                                             |
| Sardaigne               | 2      | 1963, 1994                                                             |
| Ombrie                  | 2      | 1962, 2010                                                             |
| Trentin-Haut-Adige      | 2      | 2006, 2017                                                             |
| Abruzzes                | 1      | 1979                                                                   |
| Pouilles                | 1      | 1999                                                                   |

Autres régions :  Basilicate,  Molise et  Vallée d'Aoste n'ont encore jamais eu de titre de Miss Italie.